# Johan Richter (arkitekt)
 Der er flere personer med dette navn, se Johan Richter.
Johan Vondriak Richter (4. december 1925 i Aarhus – 18. april 1998) var en dansk arkitekt, kongelig bygningsinspektør og professor i bygningskunst ved Arkitektskolen Aarhus.
Richter, der oprindelig var uddannet tømrer, blev i 1947 uddannet bygningskonstruktør, og i 1951 fik han afgangseksamen fra Kunstakademiets Arkitektskole. Han indledte sin karriere hos C.F. Møllers Tegnestue, hvor han var til 1955. Allerede i 1953 etablerede han dog sammen med Arne Gravers Tegnestuen Richter & Gravers, der senere blev videreført sammen med Werner Kjær som Kjær & Richter. Blandt kompagnonernes helt store værker er Musikhuset Aarhus.
Johan Richter var fra 1965 til 1985 professor ved Arkitektskolen Aarhus, og virkede helt til 1996 som kongelig bygningsinspektør. Han var desuden arkitekt for Århus Domkirke fra 1989.
Han blev i 1989 udnævnt til fellow ved American Institute of Architects.

## Anerkendelser
- 1965: Træprisen (for Århus Statsgymnasium),
- 1965: Eckersberg Medaillen
- 1988: C.F. Hansen Medaillen
- 1990: Thorsen-Prisen